# IC 1312
IC 1312 је група звијезда у сазвјежђу Стрелица која се налази на листи објеката дубоког неба у Индекс каталогу.
Деклинација објекта је + 18° 2' 45" а ректасцензија 20h 16m 51,5s.